# 사이클로크로스

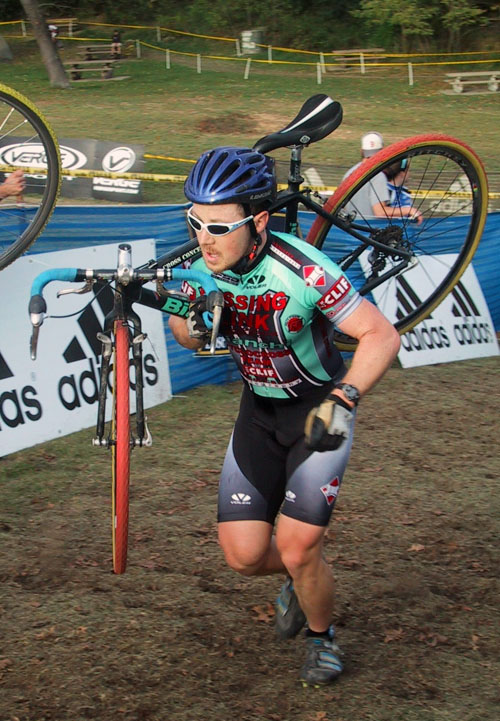
자전거를 메고 급경사를 올라가는 사이클로크로스 선수

사이클로크로스(영어: Cyclo-cross, cyclocross, CX, CCX, cyclo-X, cross)는 자전거 경기의 한 종류로, 1902년 프랑스에서 국가 선수권 대회가 열린 이래, 1950년에는 세계 선수권대회가 열렸다. 경기는 보통 한시간 정도 걸리며, 도로외에도 울퉁불퉁하고 험난한 비포장 도로 3 km 구간을 여러번 달린다. 사이클크로스 경기는 자전거를 잘 다루는 능력과 적절한 체력을 배울 수 있게끔 한다. 어떤 구간에서는 자전거를 들고 달려야 하는 경우도 있다.
유럽 미국 등지에서 주로 유행하며 대한민국에는 잘 알려져 있지 않다.

## 역사
사이클로크로스를 누가 먼저 시작했는지에 대해 많은 이야기가 있으나, 1900년대 초 유럽 도로 자전거 경기 중 다음 도시로 가는 길에 울타리를 넘어 근처 목장을 가로질러 빨리 갈 수 있도록 허용했던 일이라고도 한다.
주로 도로 경기가 없는 늦 가을부터 봄까지 선수들의 몸을 유지하기 위해서 라는 말도있고, 잘 닦여진 도로만 달리는 도로 자전거 경기와 달리 비포장 열악한 지형을 달리다 보면 선수들의 능력이 한층 올라가고, 발끝까지 혈액 순환도 잘 되는 좋은 점 때문에 시작되었다고도 한다.
1902년 프랑스 다니엘 구소가 첫 사이클로크로스 경기를 창안해서 프랑스 국가 선수권 대회를 열었다. 투르 드 프랑스의 창안자인 지오 레피브르 또한 초창기에는 주요 역할을 했다고 한다. 첫 세계 선수권대회는 1950년에 열렸다.

## 경로 규정
국제 자전거 경기 연합에서 관리하는 규정
- 사이클로크로스 경로에는 도로, 들판, 숲길과 목초지를 번갈아 넣어 선수에게 지루함을 주지않고, 체력을 회복할 수 있도록 한다.
- 최소 2.5km에서 최대 3.5km의 길이의 순환 경로가 되어야 하며, 총 경로 길이 중 적어도 90%는 자전거를 타고 지나갈 수 있도록 한다.
- 전 구간에 걸쳐 폭은 최소 3m를 유지해야 한다.